# Thierry Claveyrolat
Thierry Claveyrolat, né le 31 mars 1959 à La Tronche (Isère) et mort le 7 septembre 1999 à Notre-Dame-de-Mésage (Isère), est un coureur cycliste français, parfois surnommé l'« Aigle de Vizille ».

## Repères biographiques et débuts
Né le 31 mars 1959 à La Tronche dans le département de l'Isère, Thierry Claveyrolat est le fils d'un ancien pompier de Paris reconverti en tant qu'ouvrier chez Rhône-Poulenc. Il a un frère et trois sœurs. Les deux garçons pratiquent le cyclisme sous la direction de leur père dans le club de Pont-de-Claix puis rejoignent l'AS Grenoble. Selon son frère, Thierry Claveyrolat souhaite devenir professionnel « dès l'âge de six ans ».
Thierry Claveyrolat est marié à Myriam. Le couple a deux enfants, Joris et Laurianne.

## Carrière
Thierry Claveyrolat devient professionnel en 1983 et le reste jusqu'en 1994.
Il est vainqueur du Grand Prix de la montagne du Tour de France 1990. Il gagne deux étapes sur le Tour en 1990 et 1991. Sur le Tour de France 1986, il obtient son meilleur résultat, finissant 17e. En 1989, Claveyrolat, sélectionné pour le championnat du monde sur route disputé dans sa région à Chambéry, en grande forme, figure un temps en tête de la course. Cependant, son compatriote Laurent Fignon initie de l'arrière une poursuite et rejoint Claveyrolat en tête avec plusieurs autres favoris dont Greg LeMond qui remporte le titre mondial. Claveyrolat est cinquième, Fignon sixième,. Claveyrolat reproche à Fignon son attaque après la course.
Très bon coureur sur le Critérium du Dauphiné libéré, il y remporte cinq étapes, cinq fois le classement de la montagne, trois fois le classement par points et termine deuxième du classement général en 1990.
Durant sa carrière, Claveyrolat est surnommé l'« Aigle de Vizille ». Il remporte la dixième étape du Tour de France 1990 en solitaire, à l'issue d'une échappée, à Saint-Gervais, et endosse du même coup le maillot à pois, qu'il gardera jusqu'à la fin de ce Tour.
La même année, Claveyrolat, en compagnie de quatorze autres coureurs, comparait devant le tribunal correctionnel de Paris dans le cadre d'un trafic d'amphétamines lors des Six Jours de Bercy 1986. Il y nie toute absorption de ce produit et n'est pas condamné à l'issue de ce procès.
Thierry Claveyrolat, à l'issue de sa carrière, ouvre un café à Vizille qu'il nomma « L'étape ». 
Il se suicide le 7 septembre 1999 à son domicile, affecté par un accident de la route dont il était responsable quelques semaines plus tôt,. Son frère évoque en explication à son suicide une « accumulation » entre l'accident mais également des problèmes professionnels et familiaux.

## Caractéristiques
Affectionnant dans son enfance les grimpeurs qu'il regarde passer du bord de la route lors des passages du Tour de France ou du Dauphiné, Claveyrolat devient grimpeur au cours de sa carrière, ce que permet son gabarit d'1,71 m pour 57 kg. Il cible particulièrement les classements annexes de meilleur grimpeur des courses dont il prend le départ, remportant notamment le Grand Prix de la montagne du Tour de France en 1990. Il est surnommé « l'Aigle de Vizille » en raison de ses aptitudes et de sa ville de résidence.
Dans le milieu cycliste, il est tout particulièrement proche de son coéquipier Jean-Claude Colotti. Il côtoie également des rugbymen grenoblois, notamment Willy Pepelnjak ou Jean-Marc Romand, ou de Vizille. Il est considéré comme étant un « bon vivant ».

## Palmarès

### Résultat année par année
| - 1982 - 3e du Tour d'Eure-et-Loir - 9e du Tour de l'Avenir - 1983 - 2e des Boucles de Sospel - 1986 - 3e et 6e étapes du Critérium du Dauphiné libéré - 6e du Critérium du Dauphiné libéré - 1987 - Champion de France de la course aux points - 7e étape du Critérium du Dauphiné libéré - 4e du Critérium du Dauphiné libéré - 1988 - 3e du Grand Prix de Plumelec - 1989 - La Marseillaise - 5e étape du Critérium du Dauphiné libéré - 3e et 5e étapes du Grand Prix de la Bicicleta Eibarresa - Tour du Limousin : - Classement général - 1re étape - 2ea et 5e étapes du Tour de Catalogne - 2e du Grand Prix de la Bicicleta Eibarresa - 3e du Critérium du Dauphiné libéré - 5e du championnat du monde sur route - 6e du Tour de Catalogne | - 1990 - 6e étape du Critérium du Dauphiné libéré - Grand Prix de la Bicicleta Eibarresa : - Classement général - 4e et 5e étapes - Tour de France : - Classement de la montagne - 10e étape - 2e du Critérium du Dauphiné libéré - 1991 - 18e étape du Tour de France - 2e du championnat de France sur route - 1992 - 3e du Grand Prix de Plouay - 1993 - Tour du Haut-Var - Trophée des grimpeurs - Grand Prix de Plouay - Classement général de la Coupe de France - 2e de la Classique des Alpes - 3e du Grand Prix de la ville de Rennes - 7e du Critérium du Dauphiné libéré |  |

### Résultats sur les grands tours

#### Tour de France
Neuf participations :
- 1985 : 29e
- 1986 : 17e
- 1987 : abandon (19e étape)
- 1988 : 23e
- 1989 : abandon (9e étape)
- 1990 : 21e, vainqueur du  classement de la montagne et de la 10e étape.
- 1991 : 27e, vainqueur de la 18e étape
- 1992 : 33e
- 1993 : 28e.

#### Tour d'Espagne
Deux participations :
- 1989 : 65e
- 1991 : non-partant (12e étape).